# اکونومیست
اکونومیست (به انگلیسی: The Economist) هفته‌نامه خبری و بین‌المللی به زبان انگلیسی که در لندن ویرایش می‌شود و به شرکت روزنامه اکونومیست با مسئولیت محدود (The Economist Newspaper Limited) تعلق دارد، دفاتر تحریریه اصلی آن در ایالات متحده آمریکا و همچنین در شهرهای بزرگ در قاره اروپا، آسیا و خاورمیانه قرار دارد. این مجله که به صورت دیجیتال منتشر می‌شود، بر امور جاری، تجارت بین‌المللی، سیاست، فناوری و فرهنگ تمرکز دارد. علاوه بر این تمرکز برجسته این هفته‌نامه بر تحلیل تفسیری نسبت به گزارش‌های اصلی و روزنامه‌نگاری داده‌ها است که مورد انتقاد و تحسین نیز قرار می‌گیرد.
اکونومیست در ۱۸۴۳ توسط جیمز ویلسن اقتصاددان اسکاتلندی تأسیس شد و به منظور جلب حمایت از لغو قوانین ذرت بریتانیا (۱۸۱۵–۱۸۴۶) منتشر گردید.

## تاریخ
اکونومیست توسط تاجر و بانکدار بریتانیایی جیمز ویلسون در سال ۱۸۴۳ میلادی برای پیشبرد لغو قوانین ذرت ، یک سیستم تعرفه‌های واردات، تأسیس شد. دفترچه ای برای روزنامه از ۵ اوت ۱۸۴۳، سیزده حوزه پوششی را برشمرده بود که سردبیران آن می خواستند نشریه بر آنها تمرکز کند: 
1. سرمقاله اصلی، که در آن اصول تجارت آزاد به سختی در تمام مسائل مهم روز اعمال می‌شود.
2. مقالات مربوط به برخی موضوعات عملی، تجاری، کشاورزی یا خارجی مورد علاقه گذرا، مانند معاهدات خارجی.
3. مقاله‌ای درباره اصول اولیه اقتصاد سیاسی که در تجربه عملی کاربرد دارد و قوانین مربوط به قیمت، دستمزد، اجاره، مبادله، درآمد و مالیات را پوشش می‌دهد.
4. گزارش های پارلمانی ، با تمرکز ویژه بر بازرگانی، کشاورزی و تجارت آزاد.
5. گزارش ها و گزارش های جنبش های مردمی حامی تجارت آزاد.
6. اخبار عمومی از دادگاه سنت جیمز ، کلان شهر ، استان‌ها تاریخی انگلستان، اسکاتلند و ایرلند.
7. موضوعات تجاری مانند تغییرات در مقررات مالی، وضعیت و چشم‌انداز بازارها، واردات و صادرات، اخبار خارجی، وضعیت مناطق تولیدی، اطلاعیه‌های پیشرفت‌های مهم مکانیکی، اخبار کشتیرانی، بازار پول و پیشرفت راه‌آهن. و شرکت های دولتی.
8. موضوعات کشاورزی، از جمله کاربرد زمین شناسی و شیمی؛ اطلاعیه‌های تجهیزات جدید و بهبود یافته، وضعیت محصولات، بازارها، قیمت‌ها، بازارهای خارجی و قیمت‌های تبدیل شده به پول انگلیسی. هر از گاهی، با جزئیاتی، برنامه‌هایی در بلژیک، سوئیس و دیگر کشورهای خوش کشت دنبال می‌شود.
9. موضوعات استعماری و خارجی، از جمله تجارت، تولید، تغییرات سیاسی و مالی و موارد دیگر، از جمله افشای مفاسد محدودیت و حفاظت و مزایای معاشرت و تجارت آزاد.
10. گزارش‌های حقوقی، عمدتاً به حوزه‌های مهم تجارت، تولید و کشاورزی محدود می‌شود.
11. کتاب‌هایی که عمدتاً، اما نه به‌طور انحصاری، به بازرگانی، تولید، و کشاورزی محدود می‌شوند و شامل تمام رساله‌های اقتصاد سیاسی، امور مالی، یا مالیات می‌شوند.
12. یک گازتا تجاری، با قیمت ها و آمار هفته.
13. مکاتبات و استعلام از خوانندگان روزنامه.

ویلسون آن را به عنوان شرکت در "یک رقابت شدید بین اطلاعاتی که به جلو فشار می‌دهد، و یک نادانی نالایق و ترسو که مانع پیشرفت ما می‌شود" توصیف کرد، عبارتی که هنوز در نقش آن (US: masthead) به عنوان مأموریت نشریه دیده می‌شود.  مدت‌هاست که به عنوان «یکی از شایسته‌ترین و ظریف‌ترین نشریات غربی در امور عمومی» مورد احترام بوده است.  کارل مارکس در فرمول بندی تئوری سوسیالیستی خود از آن استناد کرد زیرا مارکس احساس می‌کرد این نشریه مظهر منافع بورژوازی است.  او نوشت که " اکونومیست لندن، ارگان اروپایی اشراف مالی، نگرش این طبقه را به طرز چشمگیری توصیف کرد."  در سال ۱۹۱۵ میلادی، ولادیمیر لنین انقلابی از اکونومیست به عنوان "ژورنالی که برای میلیونرهای بریتانیایی صحبت می‌کند" یاد کرد. علاوه بر این، لنین اظهار داشت که اکونومیست موضعی «بورژوا- صلح طلب» داشت و از ترس انقلاب از صلح حمایت می کرد. 

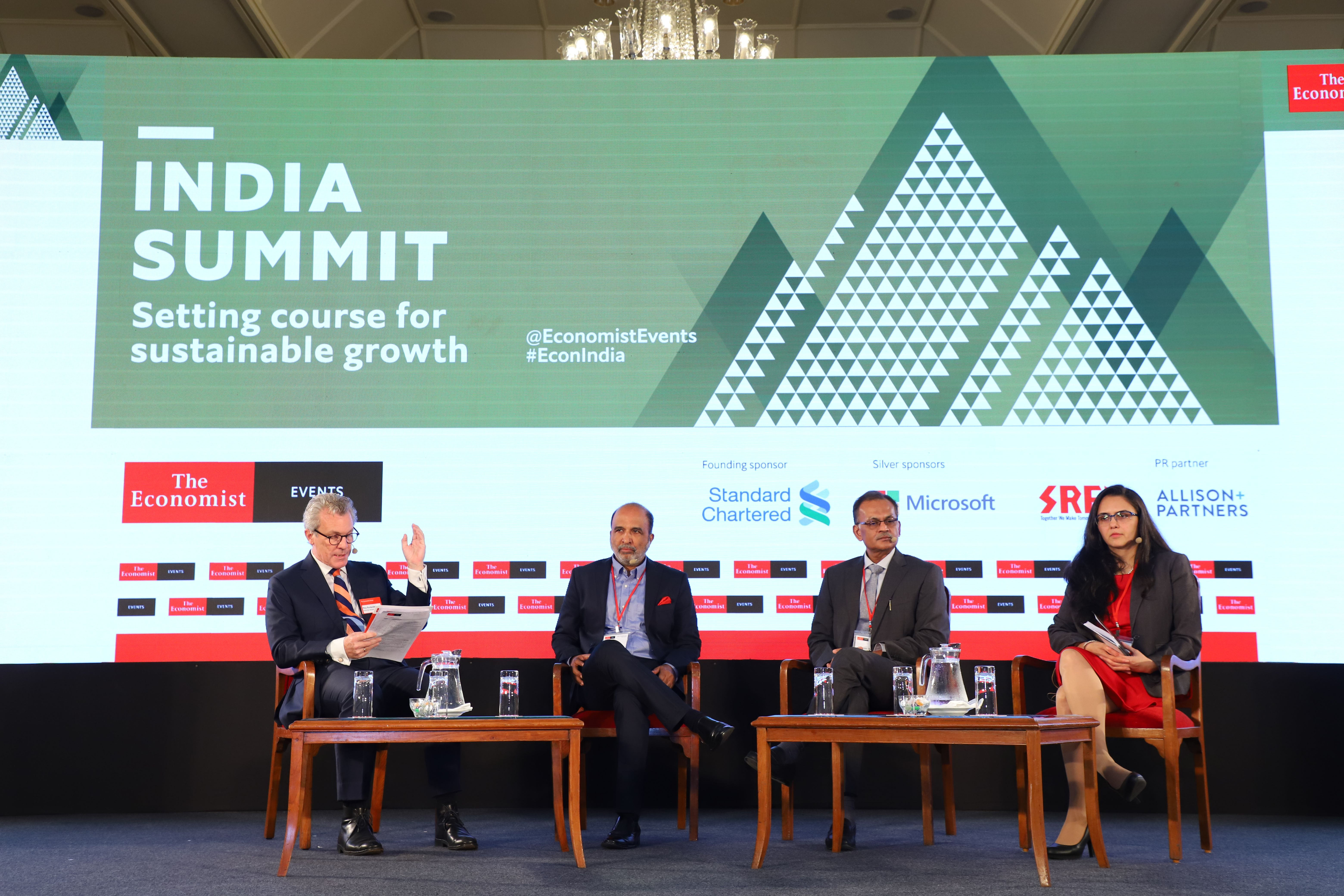
گروهی از روزنامه‌نگاران و رهبران سیاست عمومی در نشست اکونومیست ' هند در ۲۰۱۹ میلادی

در اختلافات ارزی در اواسط قرن نوزدهم، مجله در کنار مدرسه بانکداری در مقابل مدرسه ارز قرار گرفت. این قانون از قانون منشور بانک در سال ۱۸۴۴ انتقاد کرد که مقدار اسکناس‌هایی را که بانک انگلستان می‌توانست بر اساس سیاست مدرسه ارزی که توسط لرد اورستون تشویق می‌شد منتشر کند، محدود می‌کرد، که در نهایت به پول‌گرایی تبدیل شد. این سازمان بحران مالی ۱۸۵۷ در بریتانیا را به گردن «طبقه خاصی از دکترینرها» می‌اندازد که «هر بحران تجاری و پیامدهای فاجعه‌بار آن را به «نسخه‌های بیش از حد اسکناس» ارجاع می‌دهند.   دلایل بحران مالی را تغییرات در نرخ بهره و افزایش سرمایه مالی مازاد بر سرمایه گذاری‌های نابخردانه شناسایی کرد.  
در سال ۱۹۲۰، تیراژ روزنامه به ۶۱۷۰ رسید. در سال ۱۹۳۴، اولین بازطراحی بزرگ خود را انجام داد. پلاک قرمز فعلی ماشین آتش نشانی توسط رینولدز استون در سال ۱۹۵۹ ایجاد شد.  در سال ۱۹۷۱، اکونومیست فرمت برگه گسترده خود را به قالب بندی کامل به سبک مجله کوچکتر تغییر داد.  در سال ۱۹۸۱ این نشریه پس از انتشار نسخه بریتانیایی از سال ۱۸۴۳، یک نسخه آمریکای شمالی را معرفی کرد. تیراژ آن تا سال ۲۰۱۰ بیش از ده برابر شده بود  در ژانویه ۲۰۱۲، اکونومیست بخش هفتگی جدیدی را راه اندازی کرد که به طور انحصاری به چین اختصاص داشت، اولین بخش کشوری جدید از زمان معرفی بخش مربوط به ایالات متحده در سال ۱۹۴۲. 
در سال ۱۹۱۱، جیمز فالوز در واشنگتن پست استدلال کرد که اکونومیست از خطوط سرمقاله‌ای استفاده می‌کند که در تضاد با اخباری است که ادعا می‌کردند برجسته می‌کردند.  در سال ۱۹۹۹، اندرو سالیوان در نیو ریپابلیک شکایت کرد که از «نابغه بازاریابی»  برای جبران کمبودهای گزارش‌های اصلی استفاده می‌کند، که منجر به «نوعی ریدرز دایجست»  برای نخبگان شرکت‌های آمریکایی شد.   گاردین نوشت: «نویسندگان آن به ندرت مشکل سیاسی یا اقتصادی را می‌بینند که با ترفند سه کارتی قابل اعتماد خصوصی سازی، مقررات زدایی و آزادسازی قابل حل نباشد». 
در سال ۲۰۰۵، شیکاگو تریبون آن را به عنوان بهترین مقاله انگلیسی زبان معرفی کرد و به قدرت آن در گزارش‌های بین‌المللی اشاره کرد، جایی که احساس نمی‌کند «فقط در زمان فاجعه‌ای غیرقابل کاهش سرزمینی دور را پوشش دهد» و اینکه دیواری بین گزارش‌هایش و گزارش‌هایش نگه داشته است. سیاست های تحریریه محافظه کارانه تر آن. در سال ۲۰۰۸، جان میچم ، سردبیر سابق نیوزویک و یکی از طرفداران خود، 's بر تحلیل بر گزارش اصلی انتقاد کرد.  در سال ۲۰۱۲، اکونومیست به هک کامپیوتر قاضی محمد نظام الحق از دادگاه عالی بنگلادش متهم شد که منجر به استعفای وی از ریاست دادگاه جنایات بین المللی شد.   در اوت ۲۰۱۵، پیرسون ٪۵۰ از سهام خود در روزنامه را به شرکت سرمایه گذاری خانواده آنیلی ایتالیایی، Exor ، به مبلغ ۴۶۹ میلیون پوند (۵۳۱ میلیون دلار آمریکا) فروخت و روزنامه بقیه سهام را به قیمت ۱۸۲ میلیون پوند (۲۰۶میلیون دلار) دوباره خریداری کرد. ).  

### تبلیغات سوخت‌های فسیلی
تحقیقاتی که توسط اینترسپت ، نشین و DeSmog انجام شد نشان داد که ده اکونومیست یکی از رسانه‌های پیشرو است که تبلیغاتی را برای صنعت سوخت‌های فسیلی منتشر می‌کند. خبرنگارانی که تغییرات اقلیمی را برای ده اکونومیست پوشش می‌دهند نگران هستند که تضاد منافع با شرکت‌ها و صنایعی که باعث تغییر آب و هوا و مانع از اقدامات شده‌اند اعتبار گزارش آنها در مورد تغییرات آب و هوا را کاهش دهد و باعث شود خوانندگان بحران آب و هوا را کم اهمیت جلوه دهند. 

## سازمان

### سهامداران

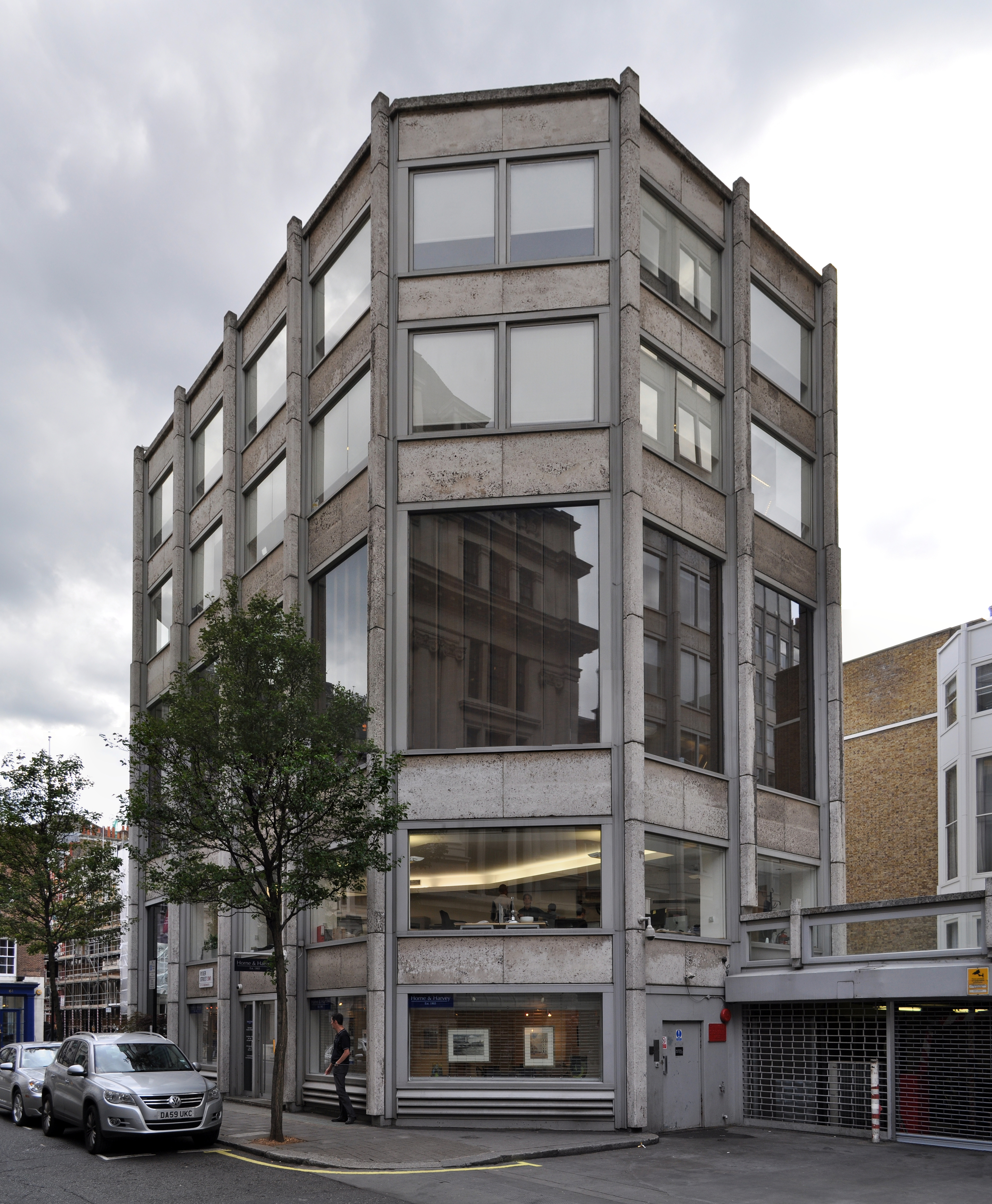
شهر وست‌مینستر اسمیتسون پلازا، که قبلاً به عنوان ساختمان اکونومیست شناخته می‌شد، تا سال ۲۰۱۷ به عنوان دفتر مرکزی روزنامه در خیابان سنت جیمز وجود داشت.

شرکت پیرسون ۵۰ درصد سهام اکونومیست را به وسیله فایننشال تایمز در اختیار داشت. در اوت ۲۰۱۵ پیرسون سهم خود را در اکونومیست فروخت. خانواده آنیلی صاحب کمپانی اکسور ۲۸۷ میلیون پوند برای افزایش سهام خود از ۴٫۷٪ به ۴۳٫۴٪ پرداخت کرد حال آنکه اکونومیست ۱۸۲ میلیون پوند از موجودی ۵٫۰۴ میلیون سهام را پرداخت نمود و این سهام بین سهامداران تقسیم شد. سهامداران فعلی به‌طور رسمی توسط یک هیئت مدیره ویرایشگر را منصوب می‌کنند و بدون اجازه این هیئت نمی‌توان ویرایشگر را حذف کرد. اکونومیست با مسئولیت محدود شرکت تابعه گروه اکونومیست است. ایولین دو روچیلد از سال ۱۹۷۲ تا ۱۹۸۹ رئیس این شرکت بود.
اگرچه «اکونومیست» دامنه جهانی دارد، با این‌حال حدود دو سوم از ۷۵ کارمند روزنامه‌نگار آن در ناحیه لندن مستقر هستند. با این حال، به دلیل اینکه نیمی از مشترکان اکونومیست در ایالات متحده هستند، «اکونومیست» دفاتر تحریریه اصلی و فعالیت‌های اساسی خود را در نیویورک، لس آنجلس، شیکاگو، و واشینگتن، دی.سی. انجام می‌دهد.

### ویرایشگر
سردبیر اکونومیست که معمولاً به عنوان «ویراستار» شناخته می‌شود، وظیفه تدوین سیاست‌های تحریریه روزنامه و نظارت بر عملیات شرکت را بر عهده دارد. از زمان تأسیس آن در سال ۱۸۴۳، ویراستاران به شرح زیر بوده اند:
- جیمز ویلسون: ۱۸۴۳-۱۸۵۷

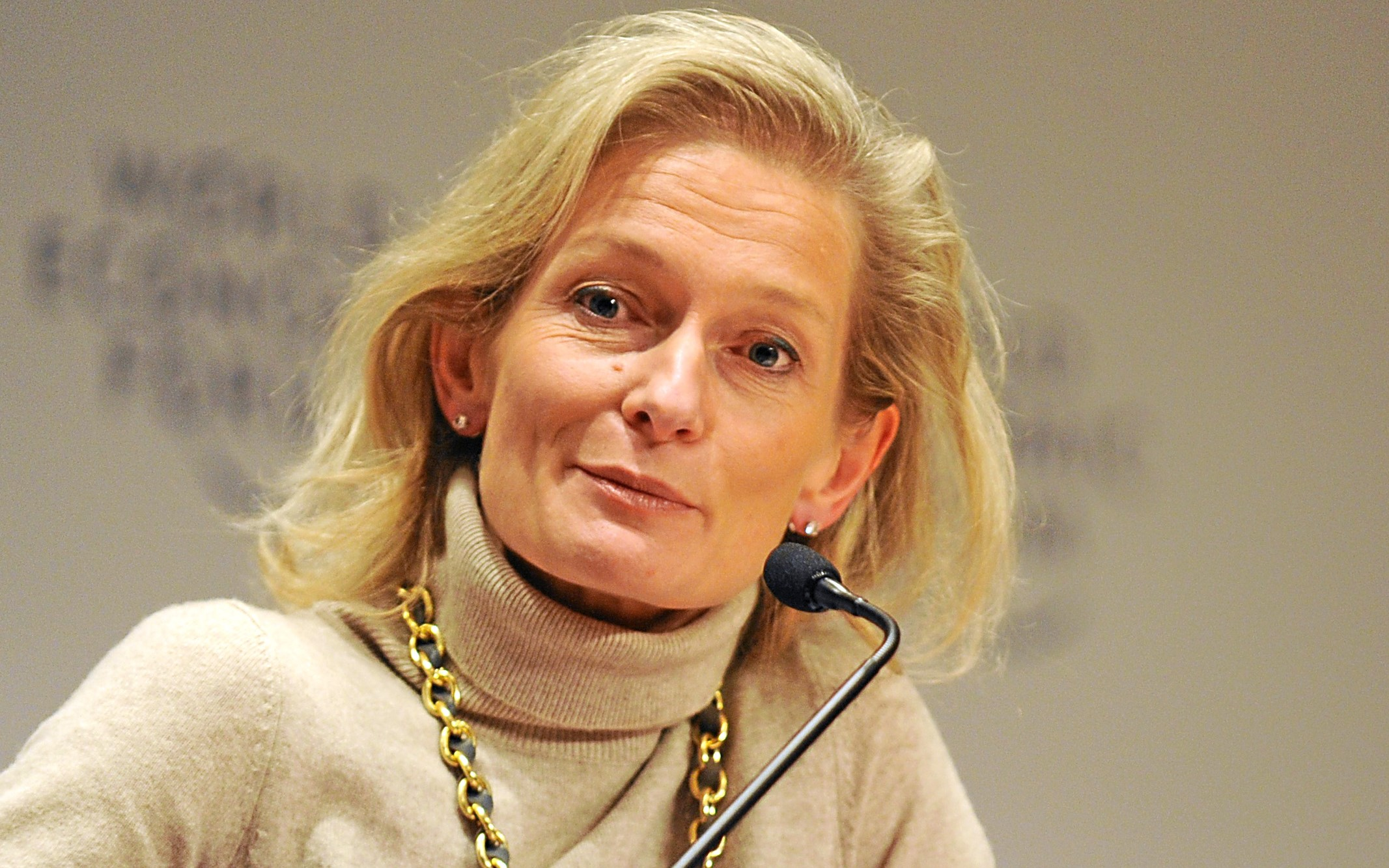
زانی مینتون ناددوس در سال ۲۰۱۵ به عنوان سردبیر منصوب شد و برای اولین بار در سال 1994 به عنوان خبرنگار بازارهای در حال ظهور پیوست.

- ریچارد هولت هاتون: ۱۸۵۷-۱۸۶۱[نکته ۱]
- والتر باگهوت: ۱۸۶۱-۱۸۷۷ [نکته ۲]
- دانیل کانر لاتبری: ۱۸۷۷-۱۸۸۱ [نکته ۳] (مشترک)
- رابرت هری اینگلیس پالگریو: ۱۸۷۷-۱۸۸۳ (مشترک)
- ادوارد جانستون: ۱۸۸۳-۱۹۰۷ [۳۴]
- فرانسیس ریگلی هرست: ۱۹۰۷-۱۹۱۶
- هارتلی ویترز: ۱۹۱۶-۱۹۲۱
- سر والتر لیتون: ۱۹۲۲-۱۹۳۸
- جفری کروتر: ۱۹۳۸-۱۹۵۶
- دونالد تایرمن: ۱۹۵۶-۱۹۶۵
- سر آلستر برنت: ۱۹۶۵-۱۹۷۴
- اندرو نایت: ۱۹۷۴–۱۹۸۶
- روپرت پنانت-ریا: ۱۹۸۶-۱۹۳۳
- بیل اموت: ۱۹۹۳-۲۰۰۶
- جون میکلتواهیت: ۲۰۰۶-۲۰۱۴[۳۵]
- زانی مینتون ناددوس: ۲۰۱۵-اکنون

### لحن و صدا
اگرچه این روزنامه دارای ستون‌های منفرد زیادی است، اما طبق سنت و رویه فعلی، روزنامه صدای یکنواختی را - به کمک ناشناس ماندن نویسندگان - در سرتاسر صفحات خود تضمین می‌کند،  گویی اکثر مقاله‌ها توسط یک نویسنده نوشته شده‌اند، که ممکن است تصور شود که نمایش داده می‌شود. شوخ طبعی خشک، کم بیان و استفاده دقیق از زبان.  رخورد اکونومیست با اقتصاد مستلزم آشنایی کاری با مفاهیم اساسی اقتصاد کلاسیک ' . برای مثال، اصطلاحاتی مانند دست نامرئی ، اقتصاد کلان ، یا منحنی تقاضا را توضیح نمی‌دهد و ممکن است تنها شش یا هفت کلمه برای توضیح نظریه مزیت نسبی نیاز داشته باشد. مقالات مربوط به اقتصاد هیچ گونه آموزش رسمی از سوی خواننده را در نظر نمی گیرند و هدف آنها قابل دسترس بودن برای افراد تحصیلکرده است. معمولاً نقل قول‌ها یا عبارات کوتاه فرانسوی و آلمانی را ترجمه نمی‌کند، بلکه تجارت یا ماهیت حتی اشخاص شناخته شده را توصیف می‌کند، مثلاً « گلدمن ساکس ، یک بانک سرمایه‌گذاری» را می‌نویسد.  اکونومیست به دلیل استفاده گسترده از بازی با کلمات ، از جمله جناس، کنایه ها، و استعاره ها، و نیز همخوانی و همخوانی، به ویژه در سرفصل‌ها و زیرنویس هایش شناخته شده است. این می تواند درک آن را برای کسانی که انگلیسی زبان مادری ندارند دشوار کند. 
اکونومیست به‌طور سنتی و تاریخی اصرار داشته است که خود را به‌عنوان « روزنامه »،    به جای « مجله خبری » معرفی کند، زیرا عمدتاً به دلیل تغییر شکل ظاهری آن از فرمت گسترده به فرمت صحافی کامل و کلیات آن. تمرکز بر امور جاری به جای موضوعات تخصصی.   از نظر قانونی به عنوان یک روزنامه در بریتانیا و ایالات متحده طبقه بندی می‌شود.    بیشتر پایگاه‌های اطلاعاتی و گلچین‌ها، هفته‌نامه را به‌عنوان روزنامه چاپ شده در قالب مجله یا مجله فهرست‌بندی می‌کنند.  اکونومیست خود را به عنوان یک روزنامه در مقابل مجله سبک زندگی خواهرشان، ۱۸۴۳ ، متمایز می کند و به نوبه خود همین کار را می کند. سردبیر زانی مینتون ناددوس در سال ۲۰۱۶این تمایز را روشن کرد و گفت که "ما آن را روزنامه می نامیم زیرا در سال ۱۸۴۳، ۱۷۳ سال پیش، [زمانی که] همه [نشریات با صحافی کامل] روزنامه نامیده می شدند، تاسیس شد." 

### ناشناس بودن تحریریه
اکونومیست اغلب موضع سرمقاله مشخصی دارند و تقریباً هیچ گاه حاشیه ای ندارند.  حتی نام سردبیر در شماره چاپ نشده است. این یک سنت دیرینه است که تنها مقاله امضا شده یک سردبیر در دوران تصدی خود به مناسبت کناره گیری آنها از این سمت نوشته می شود. نویسنده یک قطعه در شرایط خاصی نامیده می شود: زمانی که افراد برجسته برای مشارکت در نظرات دعوت می شوند. هنگامی که روزنامه نگاران اکونومیست گزارش های ویژه تهیه می کنند (که قبلا به عنوان نظرسنجی شناخته می شد). برای نسخه ویژه سال در بررسی؛ و برای برجسته کردن تضاد منافع احتمالی در مورد بررسی کتاب. نام ویراستاران و خبرنگاران اکونومیست را می توان در صفحات دایرکتوری رسانه این وب سایت قرار داد.  قطعات وبلاگ آنلاین با حروف اول نویسنده امضا می شوند و نویسندگان داستان های چاپی مجاز هستند تا نویسندگی خود را از وب سایت های شخصی خود یادداشت کنند.  یکی از نویسندگان ناشناس اکونومیست مشاهده کرد: "این رویکرد بدون اشکال نیست (مثلاً ما چهار کارمند با حروف اول "JP" داریم) اما از نظر ما بهترین سازش بین ناشناس بودن کامل و خطوط فرعی کامل است."  طبق یک مطالعه دانشگاهی، رفتار ناشناس هفته نامه به تقویت سه حوزه برای اکونومیست کمک کرده است: صدای جمعی و ثابت، مدیریت استعداد و اتاق خبر، و قدرت برند. 

ویراستاران می‌گویند این ضروری است زیرا "صدا و شخصیت جمعی بیش از هویت روزنامه نگاران فردی اهمیت دارد"  و منعکس کننده "یک تلاش مشترک" است.  در بیشتر مقالات، نویسندگان خود را «خبرنگار شما» یا «این بازبین» می‌نامند. نویسندگان ستون‌های نظر عنوان شده تمایل دارند به خود با عنوان اشاره کنند (از این رو، یک جمله در ستون "لکسینگتون" ممکن است به این معنی باشد که "لکسینگتون مطلع شد..."). مایکل لوئیس، نویسنده آمریکایی و خواننده قدیمی، در سال ۱۹۹۱ از ناشناس ماندن سرمقاله روزنامه انتقاد کرد و آن را وسیله ای برای پنهان کردن جوانی و بی تجربگی کسانی دانست که مقاله می نویسند.  اگرچه مقاله‌های جداگانه به‌صورت ناشناس نوشته می‌شوند، اما هیچ سری در مورد اینکه چه کسانی هستند وجود ندارد، زیرا آنها در وب‌سایت اکونومیست  شده‌اند، که همچنین خلاصه‌ای از مشاغل و مدارک تحصیلی آنها را ارائه می‌دهد.  در سال ۲۰۰۹، لوئیس چندین مقاله اکونومیست را در مجموعه خود درباره بحران مالی ۲۰۰۷-۲۰۰۸ ، Panic: The Story of Modern Financial Insanity ، اضافه کرد.

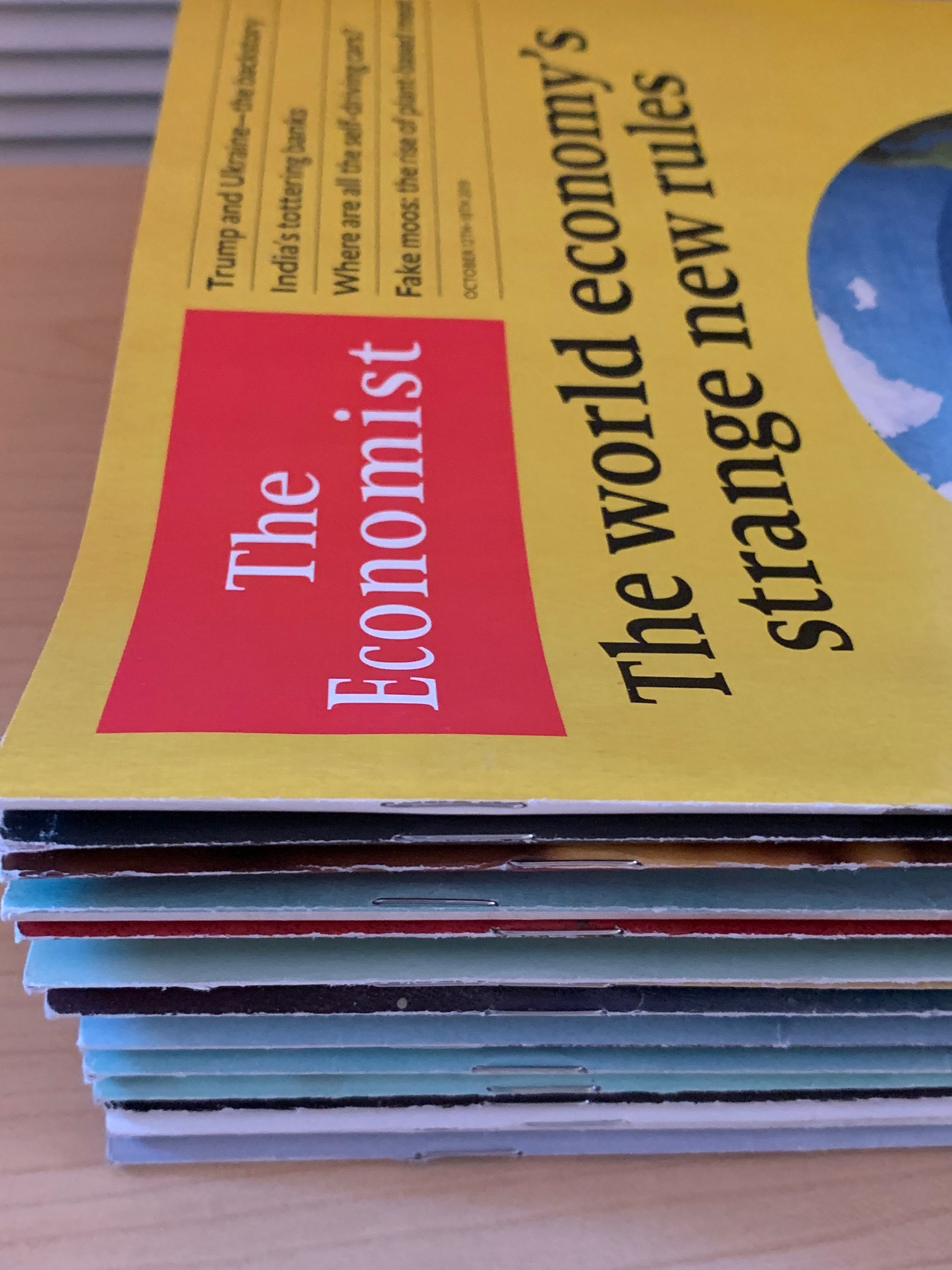
مجموعه ای از مقالات اکونومیست ، به ترتیب تاریخ انتشار، ۲۰۲۰

### ویژگی‌ها
اصلی اکونومیست روی رویدادهای جهان، سیاست و تجارت است، اما بخش‌های منظمی درباره علم و فناوری و همچنین کتاب و هنر نیز دارد. تقریباً هر دو هفته یک بار، این نشریه شامل یک گزارش ویژه عمیق (که قبلاً نظرسنجی نامیده می شد) در مورد یک موضوع مشخص می شود.  پنج دسته اصلی عبارتند از کشورها و مناطق، تجارت، امور مالی و اقتصاد، علم و فناوری. روزنامه پنجشنبه ها بین ساعت 6 به چاپ می رسد عصر و ۷ بعد از ظهر به وقت GMT، و روز بعد در روزنامه فروشی های بسیاری از کشورها در دسترس است. این در هفت سایت در سراسر جهان چاپ شده است.
از ژوئیه ۲۰۰۷، یک نسخه صوتی کامل از مقاله نیز موجود است ۹ بعد از ظهر پنجشنبه ها به وقت لندن.  نسخه صوتی اکونومیست توسط کمپانی سازنده Talking Issues (تو کینگ ایشوژ)  تولید شده است. این شرکت متن کامل روزنامه را با فرمت MP3 شامل صفحات اضافی در نسخه بریتانیا ضبط می کند. دانلود هفتگی ۱۳۰ مگابایت برای مشترکان رایگان و برای غیر مشترکان با پرداخت هزینه در دسترس است. نویسندگان این نشریه سبک فشرده ای را اتخاذ می کنند که به دنبال گنجاندن حداکثر اطلاعات در یک فضای محدود است.  دیوید جی. بردلی ، ناشر آتلانتیک ، این فرمول را به عنوان "یک جهان بینی ثابت که به طور مداوم در نثری فشرده و جذاب بیان می شود" توصیف کرد. 

### نامه‌ها
اکونومیست اغلب نامه هایی از خوانندگان خود در پاسخ به نسخه هفته قبل دریافت می کند. در حالی که مشخص است که نامه‌هایی از تاجران ارشد، سیاستمداران، سفرا و سخنگویان ارائه می‌شود، این مقاله شامل نامه‌هایی از خوانندگان معمولی نیز می‌شود. پاسخ‌های خوب نوشته شده یا شوخ‌آمیز از سوی هر کسی در نظر گرفته می‌شود، و مسائل بحث‌برانگیز اغلب موجی از نامه‌ها را تولید می‌کنند. برای مثال، بررسی مسئولیت اجتماعی شرکت‌ها ، که در ژانویه ۲۰۰۵ منتشر شد، نامه‌های انتقادی زیادی از آکسفام ، برنامه جهانی غذا ، پیمان جهانی سازمان ملل ، رئیس گروه بی‌تی ، مدیر سابق شل و مؤسسه مدیران بریتانیا ارائه کرد. 
اکونومیست در تلاشی برای تقویت تنوع فکری، به طور معمول نامه‌هایی را منتشر می‌کند که آشکارا از مقالات و موضع‌گیری این روزنامه انتقاد می‌کند. پس از آنکه اکونومیست در شماره ۲۴مارس ۲۰۰۷عفو بین‌الملل را نقد کرد، صفحه نامه‌های آن پاسخی از عفو بین‌الملل و همچنین چندین نامه دیگر در حمایت از این سازمان، از جمله یکی از رئیس کمیسیون بشری سازمان ملل متحد منتشر کرد. حقوق.  ردیه‌های مقامات رژیم‌هایی مانند دولت سنگاپور به طور معمول چاپ می‌شوند تا با قوانین محلی حق پاسخگویی بدون به خطر انداختن استقلال سردبیری مطابقت داشته باشند. 
نامه‌های منتشر شده در این مقاله معمولاً بین ۱۵۰-۲۰۰ کلمه هستند و از سال ۱۸۴۳-۲۰۱۵ سلام "آقا" متوقف شده است. در سال آخر، با انتصاب زانی مینتون بدوز، اولین ویراستار زن، سلام برکنار شد. نامه ها از آن زمان هیچ سلامی نداشتند. قبل از تغییر رویه، تمام پاسخ‌ها به مقالات آنلاین در «صندوق ورودی» منتشر می‌شد.

### ستون‌ها
این نشریه چندین ستون نظر دارد که نام آنها منعکس کننده موضوع آنهاست:
- باگهوت (بریتانیا): به نام والتر باگهوت ، کارشناس قانون اساسی بریتانیا در قرن نوزدهم و سومین ویراستار اکونومیست نامگذاری شده است. [۶۵] اولین بار در سال ۱۹۸۹ منتشر شد، از سال ۲۰۲۲، توسط دانکن رابینسون، که جانشین آدریان وولریج شد، نوشته شده است. [۶۶]
- بانیان (آسیا): این ستون به نام درخت بانیان نامگذاری شده است، این ستون در آوریل ۲۰۰۹ تاسیس شد و بر موضوعات مختلف در سراسر قاره آسیا تمرکز دارد و توسط دومینیک زینگلر نوشته شده است.
- بارتلبی (کار و مدیریت): این ستون به نام شخصیت اصلی داستان کوتاه هرمان ملویل ، در ماه مه ۲۰۱۸ تأسیس شد. تا اوت 2021 توسط فیلیپ کوگان نوشته شده است.
- باتون‌وود (مالی): به‌خاطر درخت دکمه‌وود که در آن تاجران اولیه وال استریت جمع می‌شدند، نام‌گذاری شده است. تا سپتامبر ۲۰۰۶ این فقط به عنوان یک ستون آنلاین در دسترس بود، اما اکنون در نسخه چاپی گنجانده شده است. از سال ۲۰۱۸، توسط جان اوسالیوان، جانشین فیلیپ کوگان نوشته شده است. [۶۷]
- چاگوان (چین): نام چاگوان/Chaguan، چایخانه های سنتی چینی در چنگدو ، این ستون در سپتامبر ۲۰۱۸ تأسیس شد. [۶۸] قبلاً توسط دیوید رنی نوشته شده بود، اما تا زمانی که اکونومیست یک ستون نویس مقیم جدید در پکن نداشته باشد، به حالت تعلیق درآمد.

- شارلمانی (اروپا): نام شارلمانی ، اولین امپراتور مقدس روم. این توسط استنلی پیگنال، رئیس دفتر اکونومیست در بروکسل نوشته شده است. [۶۹] قبلاً توسط جرمی کلیف [۷۰] نوشته شده بود و پیش از آن توسط دیوید رنی (۲۰۰۷-۲۰۱۰) و توسط آنتون لا گاردیا [۷۱] (۲۰۱۰-۲۰۱۴) نوشته شده بود.
- جانسون (زبان): این ستون به نام ساموئل جانسون، در سال ۲۰۱۶ به چاپ بازگشت و زبان را پوشش می دهد. این اثر توسط رابرت لین گرین نوشته شده است.
- لکسینگتون (ایالات متحده): به نام لکسینگتون، ماساچوست ، محل آغاز جنگ انقلابی آمریکا . از ژوئن ۲۰۱۰ تا مه ۲۰۱۲ توسط پیتر دیوید تا زمان مرگ او در یک تصادف رانندگی نوشته شد. [۷۲] این ستون در حال حاضر توسط جیمز بنت نوشته شده است. [۷۳]
- شومپیتر (کسب و کار): این ستون به نام جوزف شومپیتر ، اقتصاددان، در سپتامبر ۲۰۰۹ تأسیس شد و توسط پاتریک فولیس نوشته شده است.
- The Telegram/ده تلگرام (بین المللی): این ستون از نام تلگرام طولانی نوشته جورج کنان نامگذاری شده است، این ستون بر ژئوپلیتیک تمرکز دارد. این توسط دیوید رنی نوشته شده است و در نوامبر ۲۰۲۴ تاسیس شد.

- تبادل آزاد (Free Exchange - اقتصاد): یک ستون اقتصاد عمومی، که اغلب بر اساس تحقیقات دانشگاهی است، جایگزین ستون تمرکز اقتصاد در ژانویه ۲۰۱۲ شد.
- آگهی ترحیم (مرگ اخیر): از سال ۲۰۰۳ توسط Ann Wroe نوشته شده است. [۷۴]

### فصلنامه فناوری
هر ۳ ماه یکبار، اکونومیست یک گزارش فناوری به نام فصلنامه فناوری یا به‌طور ساده TQ منتشر می‌کند، بخش ویژه‌ای که بر روندها و پیشرفت‌های اخیر در علم و فناوری تمرکز دارد.   این ویژگی همچنین به عنوان درهم تنیده «مسائل اقتصادی با یک فناوری» شناخته شده است.  TQ اغلب دارای یک موضوع است، مانند محاسبات کوانتومی یا ذخیره سازی ابری، و مجموعه‌ای از مقالات را پیرامون موضوع مشترک جمع آوری می کند.  

### ۱۸۴۳
در سپتامبر ۲۰۰۷، اکونومیست مجله سبک زندگی خواهری را تحت عنوان زندگی هوشمند به عنوان یک نشریه فصلی راه اندازی کرد. در افتتاحیه آن به عنوان «هنر، سبک، غذا، شراب، اتومبیل، مسافرت و هر چیز دیگری که زیر نور خورشید باشد، تا زمانی که جالب باشد» عنوان شد.  این مجله بر تجزیه و تحلیل "بینش ها و پیش بینی ها برای منظره لوکس "در سراسر جهان تمرکز دارد.  تقریباً ده سال بعد، در مارس ۲۰۱۶، شرکت مادر روزنامه، گروه اکونومیست، به افتخار سال تأسیس روزنامه، نام مجله سبک زندگی را به ۱۸۴۳تغییر داد. از آن زمان تاکنون در شش شماره در سال باقی مانده است و شعار "داستان‌های یک جهان خارق العاده" را دارد.  برخلاف اکونومیست، نام نویسنده در کنار مقاله‌هایشان در سال ۱۸۴۳ آمده است. 
۱۸۴۳ شامل مشارکت‌های روزنامه‌نگاران اکونومیست و همچنین نویسندگان در سراسر جهان و عکاسی سفارش شده برای هر شماره است. به عنوان یک رقیب بازار برای وال استریت ژورنال دیده می شود . و مجله FT فایننشال تایمز .  از زمان عرضه مجدد آن در مارس ۲۰۱۶، توسط رزی بلاو، خبرنگار سابق اکونومیست، ویرایش شده است. 
در ماه مه ۲۰۲۰ اعلام شد که مجله ۱۸۴۳ به فرمت فقط دیجیتالی منتقل می‌شود. 

### جهان جلو‌تر (ده ورلد ا هد)/The World Ahead
این مقاله همچنین دو بررسی سالانه و گزارش پیش‌بینی‌کننده با عنوان‌های The World In [Year] و The World If [Year] را به عنوان بخشی از امتیاز The World Ahead خود تولید می‌کند.  در هر دو بخش، روزنامه مروری بر رویدادهای اجتماعی، فرهنگی، اقتصادی و سیاسی منتشر می‌کند که سال را شکل داده‌اند و بر آینده نزدیک تأثیر خواهند گذاشت. این موضوع توسط اندیشکده آمریکایی موسسه بروکینگز به عنوان "تمرین سالانه [۱۵۰ صفحه] اکونومیست در پیش بینی " توصیف شد.  نسخه اردو زبان The World In [Year] با همکاری اکونومیست توسط گروه جنگ مدیا در پاکستان توزیع می‌شود. 

### کشور سال (کشور سال بهبود یافته است)
در سال ۲۰۱۳، اکونومیست اعطای عنوان "کشور سال" را در نسخه های ویژه کریسمس سالانه خود آغاز کرد. این جایزه که توسط روزنامه انتخاب شده است، کشوری را که "بیشترین پیشرفت" را در سال گذشته داشته است، می‌شناسد.
| سال  | انتخاب   | توزیع                                                                                |
| ---- | -------- | ------------------------------------------------------------------------------------ |
| ۲۰۱۳ | اروگوئه  | برای قانونی کردن ماری جوانا تفریحی و ازدواج همجنس گرایان                             |
| ۲۰۱۴ | تونس     | برای انتقال مسالمت آمیز قدرت در میان زمستان عربی                                     |
| ۲۰۱۵ | میانمار  | برای آزادسازی سیاسی و اقتصادی (اصلاحات سیاسی میانمار ۲۰۱۱-۲۰۱۵).                     |
| ۲۰۱۶ | کلمبیا   | برای دستیابی به توافق صلح در روند صلح کلمبیا                                         |
| ۲۰۱۷ | فرانسه   | برای حمایت از «جامعه باز» با انتخابات و اولین سال تقویمی ریاست جمهوری امانوئل ماکرون |
| ۲۰۱۸ | ارمنستان | به دلیل مخالفت با "فساد و بی کفایتی" از طریق انقلاب ۲۰۱۸ ارمنستان                    |
| ۲۰۱۹ | ازبکستان | برای اصلاحات اقتصادی و سیاسی                                                         |
| ۲۰۲۰ | مالاوی   | برای افزایش دموکراسی به عنوان بخشی از انتخابات ریاست جمهوری مالاوی ۲۰۲۰              |
| ۲۰۲۱ | ایتالیا  | برای اصلاحات اقتصادی و برنامه موثر واکسیناسیون کووید ۱۹                              |
| ۲۰۲۲ | اوکراین  | برای مقاومت در برابر تهاجم روسیه به اوکراین در سال ۲۰۲۲                              |
| ۲۰۲۳ | یونان    | برای اصلاحات اقتصادی و ثبات سیاسی                                                    |
| ۲۰۲۴ | بنگلادش  | برای سرنگونی شیخ حسینه و انتقال «به سوی یک حکومت لیبرال‌تر                            |

### کتاب‌ها

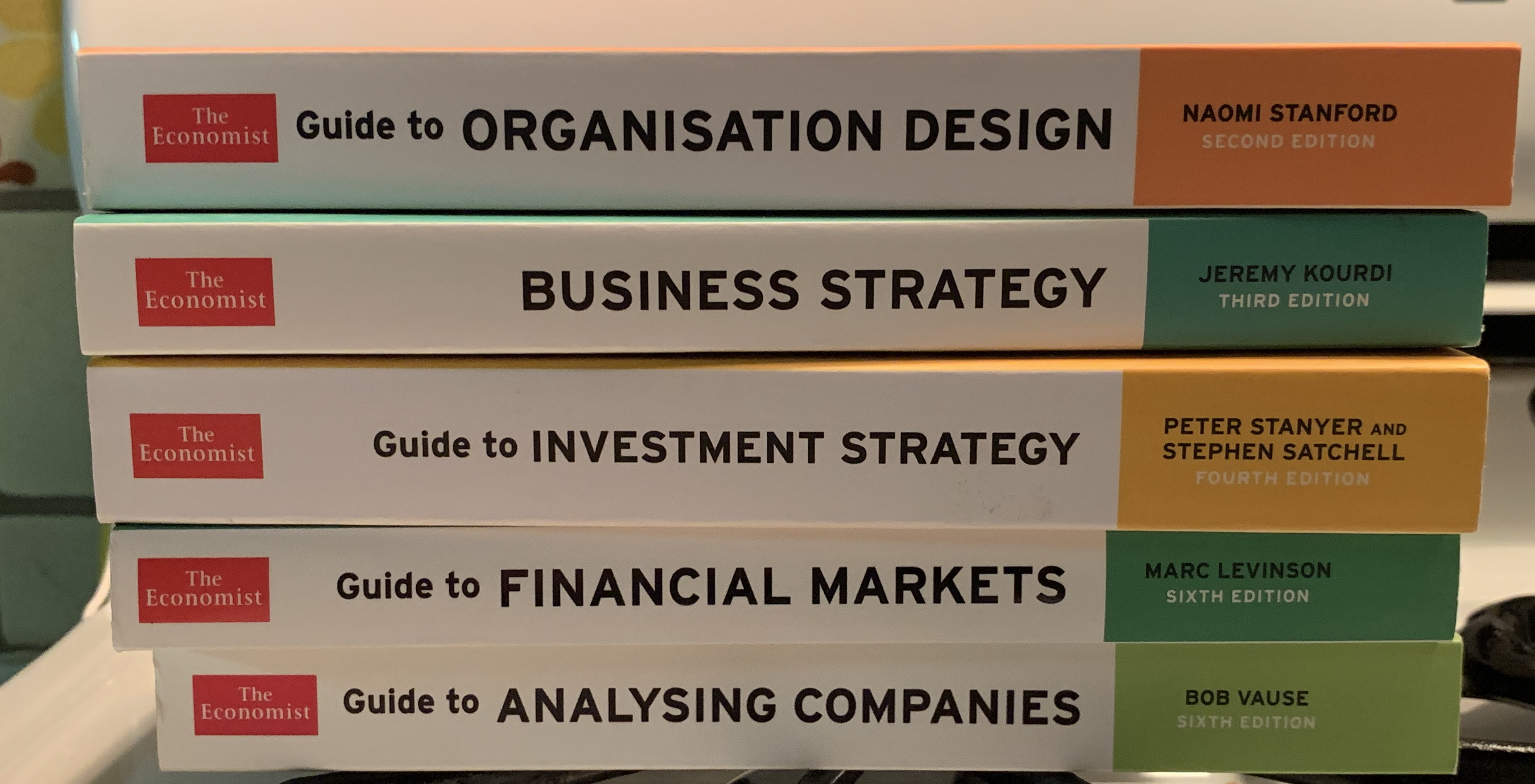
مجموعه ای از دستورالعمل های فنی اکونومیست ، ۲۰۲۰

اکونومیست علاوه بر انتشار روزنامه اصلی، مجله سبک زندگی و ویژگی‌های خاص، کتاب‌هایی با موضوعاتی هم‌پوشانی با روزنامه‌اش تولید می‌کند. این هفته نامه همچنین مجموعه ای از راهنماهای فنی (یا راهنماها) را به عنوان شاخه ای از روزنامه نگاری توضیحی خود منتشر می کند. برخی از این کتاب‌ها به‌عنوان مجموعه‌ای از مقالات و ستون‌هایی که مقاله تولید می‌کند، عمل می‌کند.  اغلب ستون نویسان روزنامه دستورالعمل های فنی را در مورد موضوع تخصصی خود می نویسند. برای مثال، فیلیپ کوگان، خبرنگار مالی، کتاب راهنمای اکونومیست برای صندوق های تامینی (۲۰۱۱) را نوشته است. 
این مقاله نقدهای کتاب را در هر شماره منتشر می‌کند، با یک نقد جمعی بزرگ در شماره آخر سال (تعطیلات) - منتشر شده به عنوان "کتاب‌های سال اکونومیست ".  علاوه بر این، این مقاله به جای پیروی از یک الگوی سبک نوشتاری در سطح صنعت، کتاب سبک داخلی خود را دارد.  همه نوشته‌ها و انتشارات اکونومیست از راهنمای سبک اکونومیست در نسخه‌های مختلف پیروی می‌کنند.  

### مسابقات نویسندگی
اکونومیست طیف گسترده‌ای از مسابقات نویسندگی و جوایز را در طول سال برای خوانندگان حمایت می کند. در سال ۱۹۹۹، اکونومیست مسابقه جهانی نویسندگی آینده پژوهی را با نام The World in 2050 ترتیب داد. این مسابقه با حمایت مشترک رویال داچ/شل ، شامل جایزه اول ۲۰۰۰۰ دلار آمریکا و انتشار در نشریه سالانه ' اکونومیست ، The World In بود.  بیش از ۳۰۰۰ ورودی از سراسر جهان از طریق یک وب سایت راه اندازی شده برای این منظور و در دفاتر مختلف رویال داچ شل در سراسر جهان ارسال شد.  هیئت داوران شامل بیل اموت، استر دایسون، سر مارک مودی استوارت و مت ریدلی بودند. 
در تابستان ۲۰۱۹، آنها مسابقه نویسندگی آینده باز را با یک پیشنهاد برای مقاله نویسی جوانان در مورد تغییرات آب و هوا راه اندازی کردند.  در طول این مسابقه مقاله ارسالی از یک برنامه نوشتن کامپیوتری با هوش مصنوعی را پذیرفت. 

### پادکست‌ها
از سال ۲۰۰۶، اکونومیست چندین مجموعه پادکست تولید کرده است.  پادکست هایی که در حال حاضر در حال تولید هستند عبارتند از: 
- ده اینتیلیجنس (اخبار عمومی)
- انتخاب‌های سردبیر (Editor's Picks - ضبط‌های صوتی مقالات منتشر شده)
- برج درام (چین)
- بابیج (تکنولوژی)
- چک و تراز (Checks and Balance - سیاست آمریکا)
- اطلاعات آخر هفته (گزارش های طولانی در مورد یک موضوع)

علاوه بر این، اکونومیست چندین مجموعه پادکست محدود تولید کرده است، مانند شاهزاده (در مورد شی جین پینگ )، سال آینده در مسکو (درباره مهاجران و مخالفان روسی پس از تهاجم ۲۰۲۲ به اوکراین )، و Boss Class (در مورد مدیریت کسب و کار). 
در سپتامبر ۲۰۲۳، ده اکونومیست راه اندازی اکونومیست پادکست‌+ را اعلام کرد، یک سرویس اشتراک پولی برای ارائه‌های پادکست خود. 

### اپلیکیشن خبری اسپرسو
در سال ۲۰۱۴ اکونومیست اپلیکیشن خبری کوتاه اسپرسو خود را راه اندازی کرد. این محصول یک گزارش روزانه از سردبیران ارائه می‌دهد که هر روز هفته به جز یکشنبه منتشر می‌شود. این برنامه برای مشترکان پولی و به عنوان یک اشتراک جداگانه در دسترس است. 

### روزنامه نگاری داده
حضور روزنامه نگاری داده در اکونومیست را می‌توان در سال تاسیس آن در سال ۱۸۴۳ جستجو کرد. در ابتدا، این هفته ارقام و جداول پایه تجارت بین المللی را منتشر می‌کرد.   این مقاله برای اولین بار شامل یک مدل گرافیکی در سال ۱۸۴۷ - نامه ای با تصویری از اندازه‌های مختلف سکه - و اولین نمودار غیرمستقیم آن - نقشه درختی که اندازه میدان‌های زغال‌سنگ در آمریکا و انگلیس را تجسم می‌کند در نوامبر ۱۸۵۴ گنجانده شد 
این پذیرش اولیه از مقالات مبتنی بر داده‌ها "۱۰۰ سال قبل از ظهور مدرن این رشته " توسط Data Journalism.com تخمین زده شد.  انتقال آن از صفحه گسترده به قالب بندی مجله منجر به پذیرش نمودارهای رنگی شد، ابتدا به رنگ قرمز-موتور آتش در طول دهه ۱۹۸۰ و سپس به رنگ آبی موضوعی در سال ۲۰۰۱.  سردبیران و خوانندگان اکونومیست در طول دهه ۲۰۰۰ تمایل بیشتری به داستان‌های مبتنی بر داده‌ها پیدا کردند.  از اواخر دهه ۲۰۰۰، روزنامه شروع به انتشار مقالات بیشتر و بیشتری کرد که صرفاً بر روی نمودارها متمرکز بودند، که برخی از آنها هر روز هفته به صورت آنلاین منتشر می شدند.  این "نمودارهای روزانه" معمولاً با یک توضیح کوتاه و ۵۰۰ کلمه ای دنبال می شوند. در سپتامبر ۲۰۰۹، ده اکونومیست یک حساب توییتر برای تیم داده خود راه اندازی کرد. 
در سال ۲۰۱۵ ، بخش روزنامه‌نگاری داده - یک تیم اختصاصی از روزنامه‌نگاران داده، تجسم‌کنندگان و توسعه‌دهندگان تعاملی - برای رهبری تلاش‌های روزنامه‌نگاری داده‌ای این مقاله ایجاد شد.  نتایج این تیم به زودی شامل مدل‌های پیش‌بینی انتخابات می‌شد که شامل انتخابات ریاست‌جمهوری فرانسه در سال‌های ۲۰۱۷ و ۲۰۲۲ و انتخابات ریاست‌جمهوری و کنگره ایالات متحده در سال ۲۰۲۰ بود. در اواخر سال ۲۰۲۳، تیم داده برای یک دانشمند داده های سیاسی تبلیغ کرد تا تلاش های پیش بینی سیاسی خود را تقویت کند. به منظور اطمینان از شفافیت در جمع‌آوری و تجزیه و تحلیل داده‌های تیم ، اکونومیست یک حساب گیت‌هاب شرکتی را برای افشای عمومی مدل‌ها و نرم‌افزارهای خود در هر کجا که امکان دارد، حفظ می‌کند.  در اکتبر ۲۰۱۸، آنها «جزئیات گرافیکی» را معرفی کردند که شامل نمودارها و نقشه‌های بزرگ در دو نسخه چاپی و دیجیتالی بود که تا نوامبر ۲۰۲۳ادامه داشت 

### شاخص‌ها
از لحاظ تاریخی، این نشریه بخشی از آمارهای اقتصادی مانند آمار اشتغال، رشد اقتصادی و نرخ بهره را نیز حفظ کرده است. این انتشارات آماری در جامعه بریتانیا معتبر و تعیین کننده دیده می شود.  اکونومیست همچنین رتبه‌بندی‌های مختلفی را منتشر می‌کند تا به ترتیب مدارس کسب‌وکار و دانشگاه‌های مقطع کارشناسی را در میان یکدیگر قرار دهند. در سال ۲۰۱۵، آنها اولین رتبه بندی دانشگاه های ایالات متحده را با تمرکز بر مزیت های اقتصادی قابل مقایسه منتشر کردند. داده های آنها برای رتبه بندی از وزارت آموزش ایالات متحده تهیه شده است و به عنوان تابعی از درآمد متوسط از طریق تحلیل رگرسیون محاسبه می شود.  در میان سایر موارد، شناخته شده ترین شاخص های داده ای که هفتگی منتشر می شود عبارتند از:
- شاخص بیگ مک : اندازه گیری قدرت خرید ارزها، که برای اولین بار در سال ۱۹۸۶ با استفاده از قیمت همبرگر در کشورهای مختلف منتشر شد. [۱۲۸] [۱۲۹] این از سال ۲۰۰۶ دو بار در سال منتشر می شود، سالانه قبل از آن. [۱۳۰]
- شاخص دموکراسی : معیاری از وضعیت دموکراسی در جهان، تولید شده توسط واحد اطلاعات اکونومیست (EIU)
- شاخص سقف شیشه ای : معیاری برای برابری زنان در محیط کار .
- فهرست خطرناک ترین شهرها: اندازه گیری شهرهای بزرگ بر اساس میزان قتل .
- شاخص قیمت کالا: معیاری از کالاها مانند طلا و نفت برنت و همچنین اقلام کشاورزی

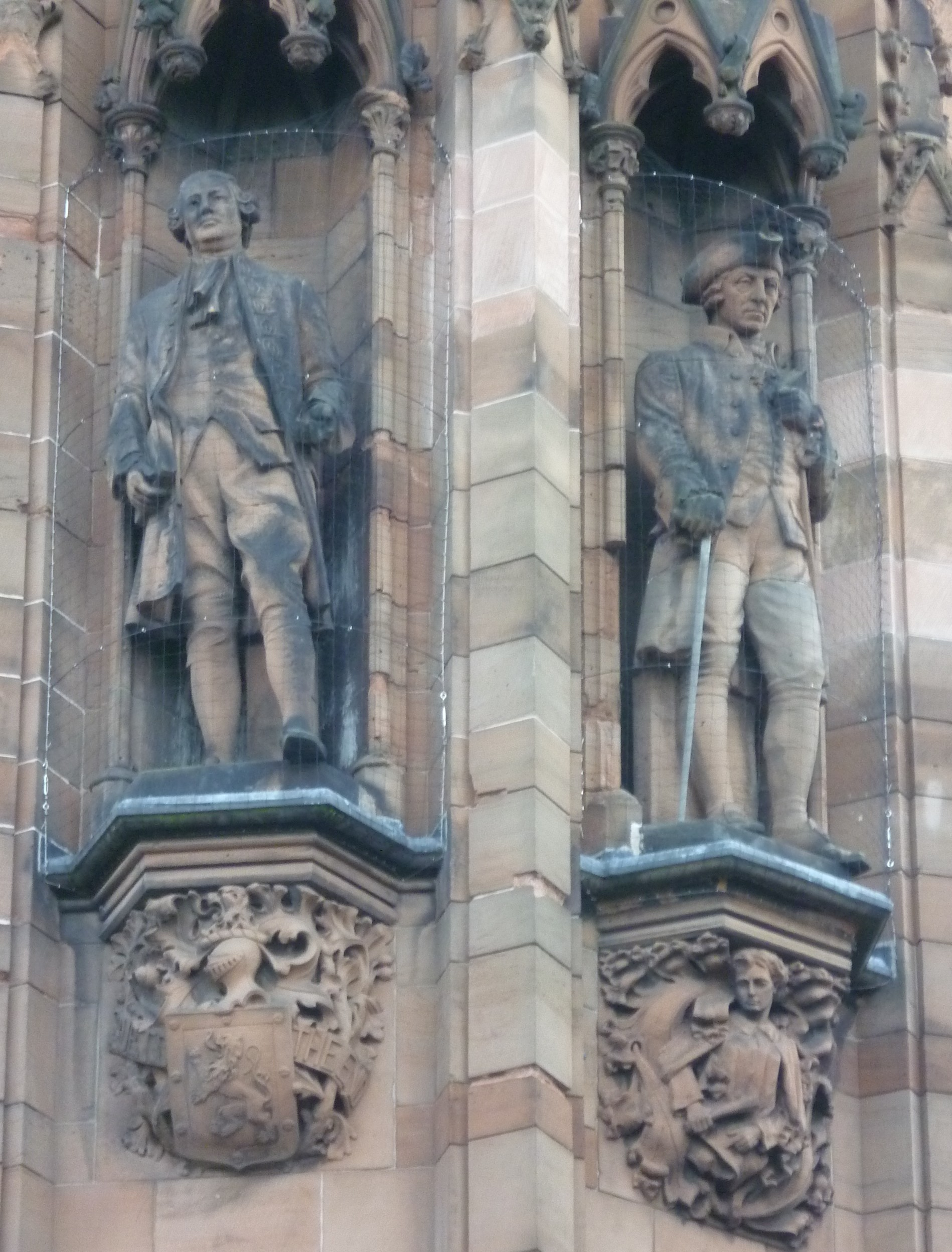
آدام اسمیت، اقتصاددان اسکاتلندی (راست) و فیلسوف دیوید هیوم (چپ) بیانگر باورهای بنیادین روزنامه در مورد سیاست های آزادسازی ، خودکفایی، ضد حمایت گرایی و تجارت آزاد هستند.

#### نظرات
موضع تحریریه اکونومیست در درجه اول حول محور لیبرالیسم کلاسیک ، اجتماعی ، و مهم‌تر از همه، لیبرالیسم اقتصادی است. از زمان تأسیس، از مرکزگرایی رادیکال حمایت کرده و از سیاست‌ها و دولت‌هایی حمایت می‌کند که سیاست میانه‌روی را حفظ می‌کنند. روزنامه معمولاً از نئولیبرالیسم ، به ویژه بازارهای آزاد ، تجارت آزاد ، مهاجرت آزاد ، مقررات زدایی و جهانی شدن حمایت می کند.  زمانی که روزنامه تأسیس شد، اصطلاح اکونومیسم به چیزی اشاره می‌کرد که امروزه «لیبرالیسم اقتصادی» نامیده می‌شود. جرج مونبیوت، فعال و روزنامه‌نگار، آن را نئولیبرال توصیف می‌کند، در حالی که گهگاه گزاره‌های اقتصاد کینزی را می‌پذیرد، جایی که «معقول‌تر» تلقی می‌شود.  این هفته نامه از مالیات کربن برای مبارزه با گرمایش جهانی حمایت می‌کند.  به گفته یکی از سردبیران سابق، بیل'، "فلسفه اکونومیست همیشه لیبرال بوده است نه محافظه کار".  در کنار سایر نشریات مانند گاردین ، آبزرور و ایندیپندنت ، از جمهوری شدن بریتانیا حمایت می‌کند. 
مشارکت کنندگان منفرد دیدگاه های مختلفی دارند. اکونومیست از حمایت بانک‌ها و سایر شرکت‌های مهم از طریق بانک‌های مرکزی حمایت می‌کند. این اصل را می‌توان به شکلی بسیار محدودتر به والتر باگهوت ، سومین ویراستار اکونومیست، که استدلال کرد بانک انگلستان باید از بانک‌های بزرگی که دچار مشکل می‌شوند، حمایت کند. کارل مارکس اکونومیست را «ارگان اروپایی» «اشرافیت مالی» می‌دانست.  این روزنامه همچنین از دلایل لیبرال در مورد مسائل اجتماعی مانند به رسمیت شناختن ازدواج همجنسگرایان،  قانونی سازی مواد مخدر،  از مدل مالیاتی ایالات متحده انتقاد می‌کند،  و به نظر می رسد از برخی مقررات دولتی در مورد مسائل بهداشتی، مانند سیگار کشیدن حمایت می کند. در ملاء عام،  و همچنین ممنوعیت کتک زدن کودکان.  اکونومیست پیوسته از برنامه‌های کارگر مهمان، انتخاب مدرسه والدین و عفو  حمایت می‌کند و یک بار «آخرین» خدا را منتشر کرد.  اکونومیست همچنین سابقه طولانی در حمایت از کنترل اسلحه دارد.  در سال ۲۰۲۱، این روزنامه به دلیل انتشار "ضد تراجنسیتی" مورد انتقاد قرار گرفت.  در سال ۲۰۱۹، اکونومیست به دلیل پیشنهاد اینکه افراد تراجنسیتی باید عقیم شوند، با واکنش شدید مواجه شد. این روزنامه متعاقباً بابت این بیانیه عذرخواهی کرد.    
در انتخابات عمومی بریتانیا، اکونومیست از حزب کارگر (در سال‌های ۲۰۰۵ و ۲۰۲۴)،   حزب محافظه‌کار (در سال‌های ۲۰۱۰ و ۲۰۱۵)،   و لیبرال دموکرات‌ها (در سال‌های ۲۰۱۷ و ۲۱۰۹) حمایت کرده است. )،   و از نامزدهای جمهوری خواه و دموکرات در ایالات متحده حمایت کرد. اکونومیست موضع خود را اینگونه بیان می‌کند:
«اکونومیست» علاوه بر تجارت آزاد و بازار آزاد به چه چیزهایی اعتقاد دارد؟ «اکونومیست» همچنان دوست دارد خود را متعلق به رادیکال‌ها بداند. مرکز افراطی موقعیت تاریخی روزنامه است». امروز به اندازه زمانی که کروتر [جفری، ویراستار اکونومیست ۱۹۳۸-۱۹۵۶] آن را در سال ۱۹۵۵ گفت، صادق است. از محافظه کارانی مانند رونالد ریگان و مارگارت تاچر حمایت کرده است. از آمریکایی ها در ویتنام حمایت کرده است. اما هارولد ویلسون و بیل کلینتون را نیز تأیید کرده است، و از اهداف مختلف لیبرال حمایت کرده است: مخالفت با مجازات اعدام از همان روزهای اولیه، در حالی که طرفدار اصلاحات کیفری و استعمارزدایی، و همچنین - اخیراً - اسلحه است. کنترل و ازدواج همجنس گرایان
در سال ۲۰۰۸ ، اکونومیست اظهار داشت که کریستینا فرناندز دی کرشنر ، رئیس جمهور آرژانتین در آن زمان، "امیدهای ناامید کننده برای تغییر بود، رئیس جمهور جدید آرژانتین کشورش را به سمت خطرات اقتصادی و درگیری‌های اجتماعی سوق می‌دهد".  اکونومیست همچنین خواستار استیضاح بیل کلینتون،  و همچنین استعفای دونالد رامسفلد پس از ظهور شکنجه ابوغریب و آزار زندانیان شد.  اگرچه اکونومیست در ابتدا از تهاجم ایالات متحده به عراق حمایت جدی کرد، اما بعداً این عملیات را «از همان ابتدا به هم ریخته» خواند و از «سهل انگاری تقریباً جنایتکارانه» در مدیریت جنگ عراق توسط دولت بوش انتقاد کرد، در حالی که در سال ۲۰۰۷ تاکید کرد که خروج در کوتاه مدت غیرمسئولانه خواهد بود.  اکونومیست در سرمقاله‌ای به مناسبت ۱۷۵ سالگی خود، از طرفداران لیبرالیسم انتقاد کرد که بیش از حد تمایل به حمایت از وضعیت موجود سیاسی دارند تا اصلاحات.  این روزنامه از لیبرال ها خواست تا به حمایت از اصلاحات جسورانه سیاسی، اقتصادی و اجتماعی بازگردند: حمایت از بازارهای آزاد، اصلاحات زمین و مالیات در سنت گرجستانی ، مهاجرت آزاد ، بازنگری در قرارداد اجتماعی با تأکید بیشتر بر آموزش و احیای مجدد. انترناسیونالیسم لیبرال 

### گردش
محدوده تاریخ رسمی هر یک از شماره‌های اکونومیست از شنبه تا جمعه بعدی است. اکونومیست محتوای جدید هر هفته را تقریباً ساعت ۲۱:۰۰ عصر پنجشنبه به وقت انگلستان، قبل از تاریخ انتشار رسمی، به صورت آنلاین پست می کند.  از ژوئیه تا دسامبر ۲۰۱۹، میانگین تیراژ جهانی چاپ آنها بیش از ۹۰۹،۴۷۶ بوده است، در حالی که همراه با حضور دیجیتال آنها، به بیش از ۱.۶ میلیون رسیده است.  با این حال، به طور متوسط هفتگی، این مقاله می تواند تا ۵.۱ میلیون خواننده را در سراسر چاپ و چاپ دیجیتال خود داشته باشد.  در پلتفرم‌های رسانه‌های اجتماعی آن‌ها، تا سال ۲۰۱۶ به ۳۵ میلیون مخاطب می‌رسد. 
در سال ۱۸۷۷، تیراژ این نشریه ۳۷۰۰ بود و در سال ۱۹۲۰  به ۶۰۰۰ رسید. تیراژ پس از سال ۱۹۴۵ به سرعت افزایش یافت و تا سال ۱۹۷۰ به ۱۰۰،۰۰۰ رسید.  گردش خون توسط اداره حسابرسی گردش ها (ABC) حسابرسی می شود. از حدود ۳۰۰۰۰ در سال ۱۹۶۰ تا سال ۲۰۰۰ به ۱ میلیون و در سال ۲۰۱۶ به حدود ۱.۳  رسیده است. ۱.۳ میلیون  تقریباً نیمی از کل فروش (٪۵۴) در ایالات متحده انجام می‌شود که فروش در بریتانیا ٪۱۴ از کل و قاره اروپا ٪۱۹ است.  از خوانندگان آمریکایی آن، دو نفر از هر سه نفر بیش از ۱۰۰،۰۰۰ دلار در سال درآمد دارند. اکونومیست در بیش از ۲۰۰ کشور فروش دارد، هم از طریق اشتراک و هم در روزنامه فروشی‌ها. اکونومیست زمانی به تیراژ محدود خود می‌بالید. در اوایل دهه ۱۹۹۰ از شعار " اکونومیست - توسط میلیون ها نفر خوانده نمی شود" استفاده کرد. جفری کروتر ، سردبیر سابق، می‌نویسد: «هیچ‌وقت در تاریخ روزنامه‌نگاری تا این اندازه تعداد معدودی این‌قدر مطالب خوانده نشده است». 

### سانسور

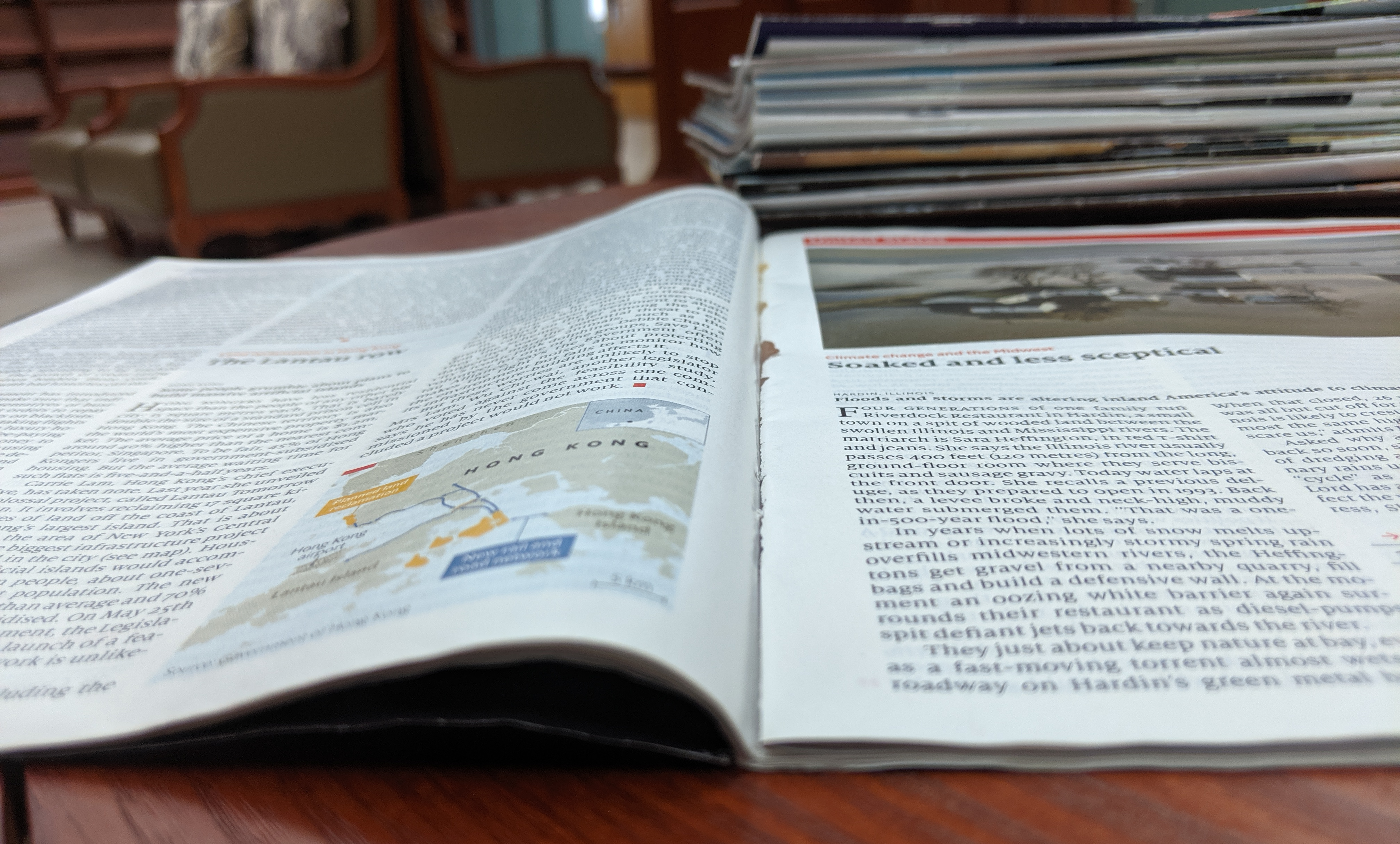
نسخه ای از اکونومیست در کتابخانه استانی لیائونینگ. صفحه ۲۸ از شماره ۱ ژوئن ۲۰۱۹، در مورد اعتراضات میدان تیان آن من در سال ۱۹۸۹ ، حذف شده است.

بخش‌هایی از اکونومیست که رژیم‌های استبدادی را مورد انتقاد قرار می‌دهند، اغلب توسط مقامات این کشورها از روزنامه حذف می‌شوند. مانند بسیاری از نشریات دیگر، اکونومیست در ایران تحت سانسور قرار دارد. در ۱۵ ژوئن ۲۰۰۶، ایران با انتشار نقشه‌ای که خلیج فارس را صرفاً خلیج فارس می‌نامید، فروش اکونومیست را ممنوع کرد - انتخابی که اهمیت سیاسی خود را از اختلاف نام‌گذاری خلیج فارس می‌گیرد. 

در یک حادثه جداگانه، دولت زیمبابوه پا را فراتر گذاشت و اندرو ملدروم ، خبرنگار اکونومیست ' در آنجا زندانی کرد. دولت او را به دلیل نوشتن مبنی بر قطع سر یک زن توسط حامیان حزب حاکم اتحادیه ملی آفریقا - جبهه میهنی زیمبابوه به نقض قانون "انتشار خلاف واقع" متهم کرد. ادعای بریدن سر پس گرفته شد،  و ظاهراً توسط شوهر زن جعل شده است. خبرنگار بعداً تبرئه شد، اما حکم اخراج دریافت کرد. در ۱۹ اوت ۲۰۱۳، اکونومیست فاش کرد که وزارت اصلاحات میسوری شماره ۲۹ ژوئن ۲۰۱۳ خود را سانسور کرده است. بر اساس نامه ارسالی از سوی این اداره، زندانیان اجازه دریافت این موضوع را نداشتند زیرا
"۱. تهدیدی برای امنیت یا نظم و انضباط موسسه است؛
۲. ممکن است فعالیت مجرمانه را تسهیل یا تشویق کند؛ 
۳. یا ممکن است در امر تداخل ایجاد کند. بازپروری مجرم»." 

#### همچنین ببینید
- لیست روزنامه های تجاری
- فهرست روزنامه های انگلستان